# 조선 말기의 선론
조선 말기의 선론(朝鮮末期의 禪論)은 백파 긍선(白坡亘璇: 1767~1852)이 자신의 저서 《선문수경(禪文手鏡)》에서 펼친 선론(禪論)을 중심하여, 불립문자(不立文字)를 종지로 하는 선(禪)에 대한 19세기 전반에 있었던 이론적 논쟁을 가리키는 것으로, 조선 말기 불교의 특징을 이루는 논쟁이다.
19세기 전반에 조선의 불교계에서 가장 이름이 높았던 승려인 긍선(亘璇)은 《선문수경(禪文手鏡)》이라는 책을 지어 선에 관한 좀 색다른 이론을 내세웠다.
종래에 중국에서는 선을 조사선(祖師禪)과 여래선(如來禪)으로 나누어 보는 사상이 있었고 한국에서도 일찍부터 이러한 사상이 소개되어 왔다. 특히 한국에서는 조사선(祖師禪)이란 석가모니가 샛별을 보고 깨달았으나 미흡함을 알고 다시 진귀조사(眞歸祖師)를 찾아 그로부터 전하여 얻은 선이라고 풀이되었다. 이에 대하여 여래선(如來禪)은 석가모니가 깨닫기는 하였으나 아직 미흡한 경지에 있을 때 가르친 선이라고 풀이되었다. "이를테면 여래(석가모니)가 깨달은 것을 여래선이라 하고 조사(眞歸祖師)가 전한 것을 조사선이라고 한다. 그러므로 여래선은 조사선보다 못하다" 《선원소류(禪源遡流)》. 이 밖에도 한국에서는 격외선(格外禪)이니 의리선(義理禪)이니 하는 따위의 이름도 떠돌았다.
이러한 사정 밑에서 긍선은 선을 조사선 · 여래선 · 의리선으로 나누었고 이것은 배우는 사람이 타고 난 능력의 정도, 곧 상근(上根) · 중근 · 하근에 따르는 등급이라고 보았다. 그리고 이른바 "임제의 삼구(臨濟三句)"를 여기에 배당하였다.
그에 의하면 임제의 제1구는 상근(上根)의 선비가 조사선을 터득한다는 것이고 제2구는 중근의 선비가 여래선을 터득한다는 것이고 제3구는 하근의 선비가 다만 의리선을 이해할 뿐이라는 것이다. "그러므로 세 가지 선은 모두 삼구 속에 있다"고 하였다《선문수경(禪文手鏡)》. 조사선 · 여래선 · 의리선의 세 가지 선이 모든 임제의 삼구 속에 있다는 것이다. 긍선은 조사선과 여래선을 묶어 격외선(格外禪)이라고 불렀다. 그리고 의리선이 가장 낮은 단계의 선이라고 하였다.
이렇게 주장하는 긍선의 의도는 교종(敎宗)보다 선종(禪宗)이 훌륭하다는 것을 강조하자는데 있었다. 다시 말하면 의리선을 물리치고 여래선을 넘어섬으로써 글자와 언어를 초월한 참된 선이 곧 조사선이라는 것이다.
그러나 여래선 이외에 따로 의리선이 있고 이것이 여래선보다 낮은 단계의 선이라는 주장은 매우 독특한 것이었고 더욱이 세 가지 선에 임제의 삼구를 배당하는 것도 매우 신기한 주장이었다. 그러므로 이에 대하여 반대 이론을 펴는 승려들이 적지 않았다.
그 중에서도 의순(意恂: 1786~1866)과 홍기(洪基: 1822~1881)가 유명하다. 대체로 그 반대의 요지는 여래선 이외에 따로 의리선이 있을 수 없다는 것이다. 이것은 세 가지 선이 아니라 두 가지 선을 주장한다는 것을 뜻한다.
이에 대하여 긍선의 제자이며 4세 법손(法孫)인 유형(有炯: 1824~1889)은 《선원소류(禪源遡流)》라는 저서를 통해 의순과 홍기의 주장을 반박하고 긍선의 입장을 옹호하였다.
그 뒤 축원(竺源: 1861~1926)은 《선문재정록(禪文再正錄)》이라는 책을 지어 다시 긍선과 유형의 주장을 비판하였다. 그도 세 가지 선이 아니라 두 가지 선을 주장하는 입장이 옳다고 단정하였다. 그는 동시에 이러한 논쟁은 무의미하다는 것을 경계하였다.